# Đỗ Phước Tiến
Dans ce nom, le nom de famille, Đỗ, précède le nom personnel.
Đỗ Phước Tiến, né le 14 octobre 1965 à Đà Lạt, est un écrivain vietnamien contemporain qui s'est principalement fait remarquer par sa participation au recueil de textes Terre des Ephémères (1994). Il est l'auteur de la nouvelle (titre original : Đảo của dân ngụ cư) qui a donné son titre au recueil. Cette nouvelle a également été publiée en anglais sous le titre The Way Station.